# La Ferté-Chevresis
La Ferté-Chevresis település Franciaországban, Aisne megyében. Lakosainak száma 521 fő (2022. január 1.). La Ferté-Chevresis Chevresis-Monceau, Mesbrecourt-Richecourt, Montigny-sur-Crécy, Nouvion-et-Catillon, Pargny-les-Bois, Parpeville, Pleine-Selve, Surfontaine és Villers-le-Sec községekkel határos.

## Népesség
A település népességének változása:
| Lakosok száma | 830  | 665  | 626  | 589  | 574  | 562  | 542  | 510  | 513  | 521  |
|               | 1968 | 1982 | 1990 | 2006 | 2013 | 2015 | 2017 | 2019 | 2020 | 2022 |